# Sideritis soluta
Sideritis soluta là một loài thực vật có hoa trong họ Hoa môi. Loài này được Clos miêu tả khoa học đầu tiên năm 1861.